# Caveau de dégustation

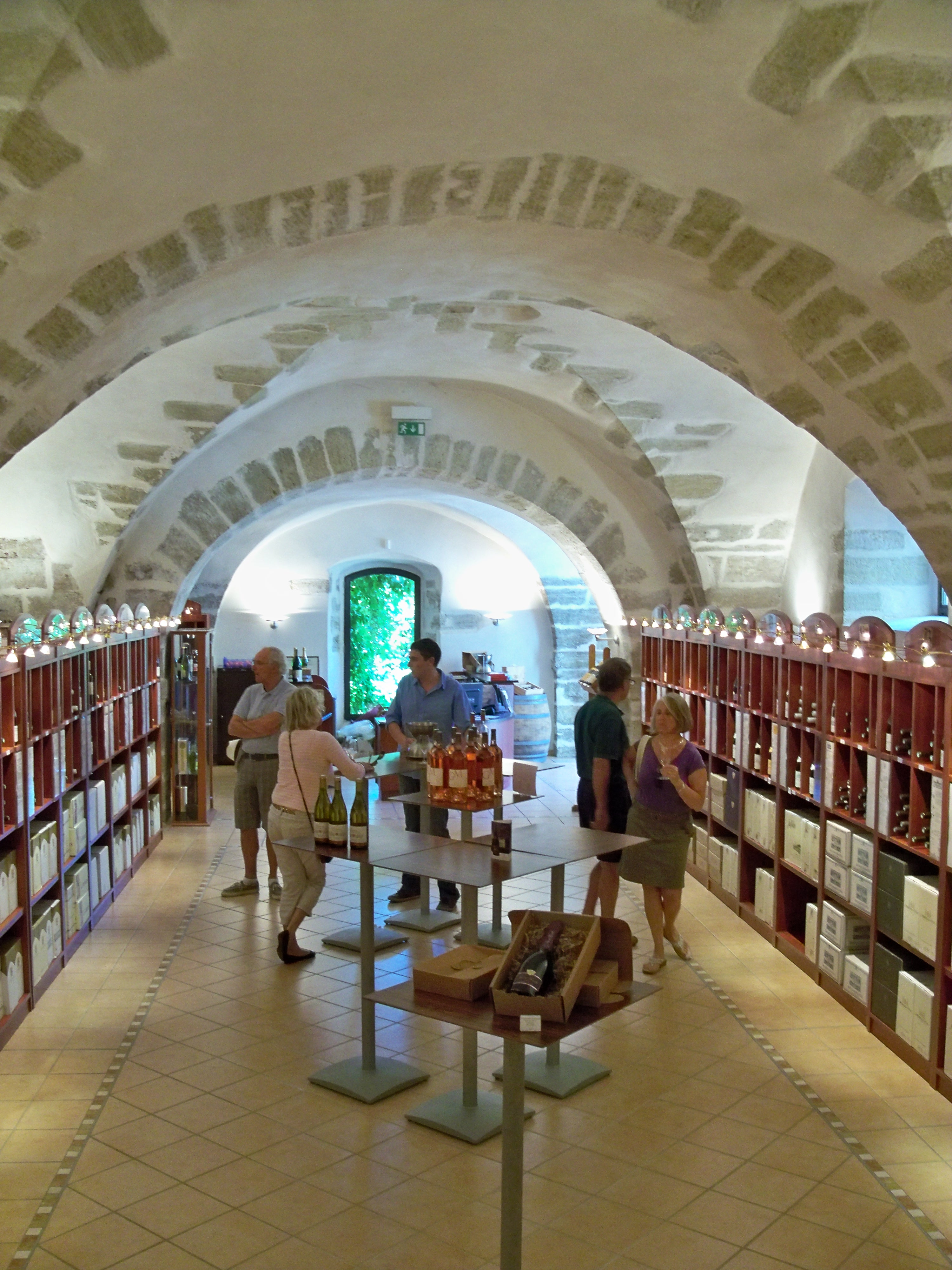
Caveau de dégustation, Chartreuse Bonpas

Un caveau de dégustation est un espace commercial qui permet la dégustation du vin dans un domaine viticole, chez un caviste, pour le public. Il est destiné à la dégustation des vins qui sont à la vente dans l’établissement.
Il est à différencier d'une salle de dégustation, utilisée pour l’enseignement ou les jurys de concours ou d'agrément, et qui permet de réaliser dans des conditions idéales la dégustation du vin, de manière professionnelle.

## Équipements
Le caveau est généralement équipé de sièges autour d'une table ou d'un bar, où sont présents des crachoirs permettant de rejeter le vin après sa dégustation.

## Conditions

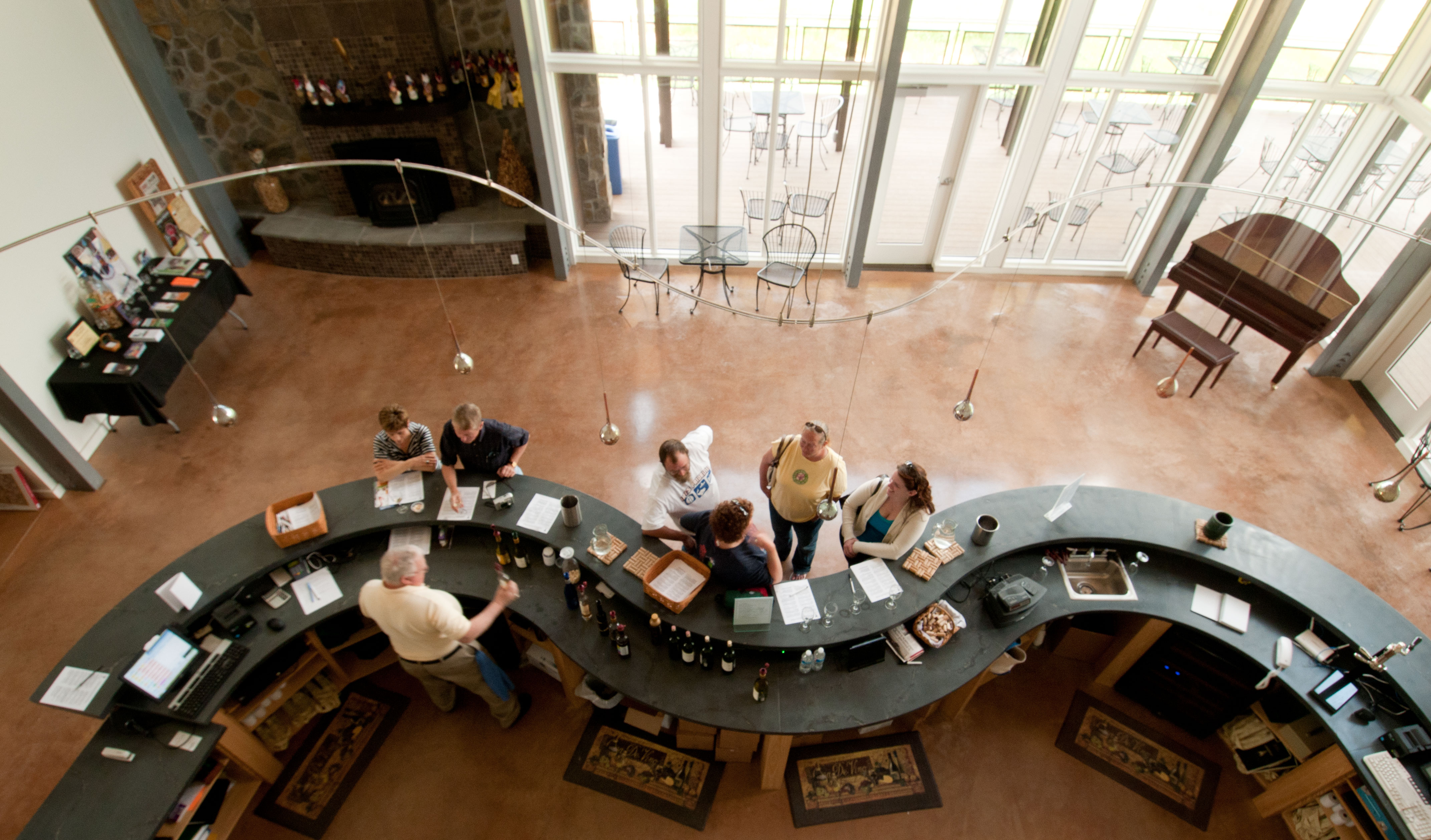
Caveau de dégustation, montrant la limite entre l'espace du professionnel et celui du public

La dégustation est gérée par le professionnel responsable du caveau. Cela peut être le vigneron, le caviste, ou un vendeur technico-commercial.
L'ambiance se veut chaleureuse du fait des objectifs marketings, et doit provoquer l’acte d'achat de la part du consommateur. On retrouve alors souvent les différentes bouteilles exposées, de la documentation, des décorations, etc. La lumière peut être naturelle ou artificielle, cette variation est un désavantage pour l’appréciation visuelle du vin. 
Si le caveau de dégustation est une cave enterrée, l’humidité, le sol, peuvent dégager des odeurs de moisissures, de champignon, etc., au contraire, un lieu trop propre et aseptisé peut dégager des parfums, des odeurs de produits de nettoyage. Un lieu ouvert sera sujet aux odeurs provenant de l'extérieur. Toutes ces variations peuvent perturber l’appréciation olfactive du vin.

Différents caveaux de dégusation
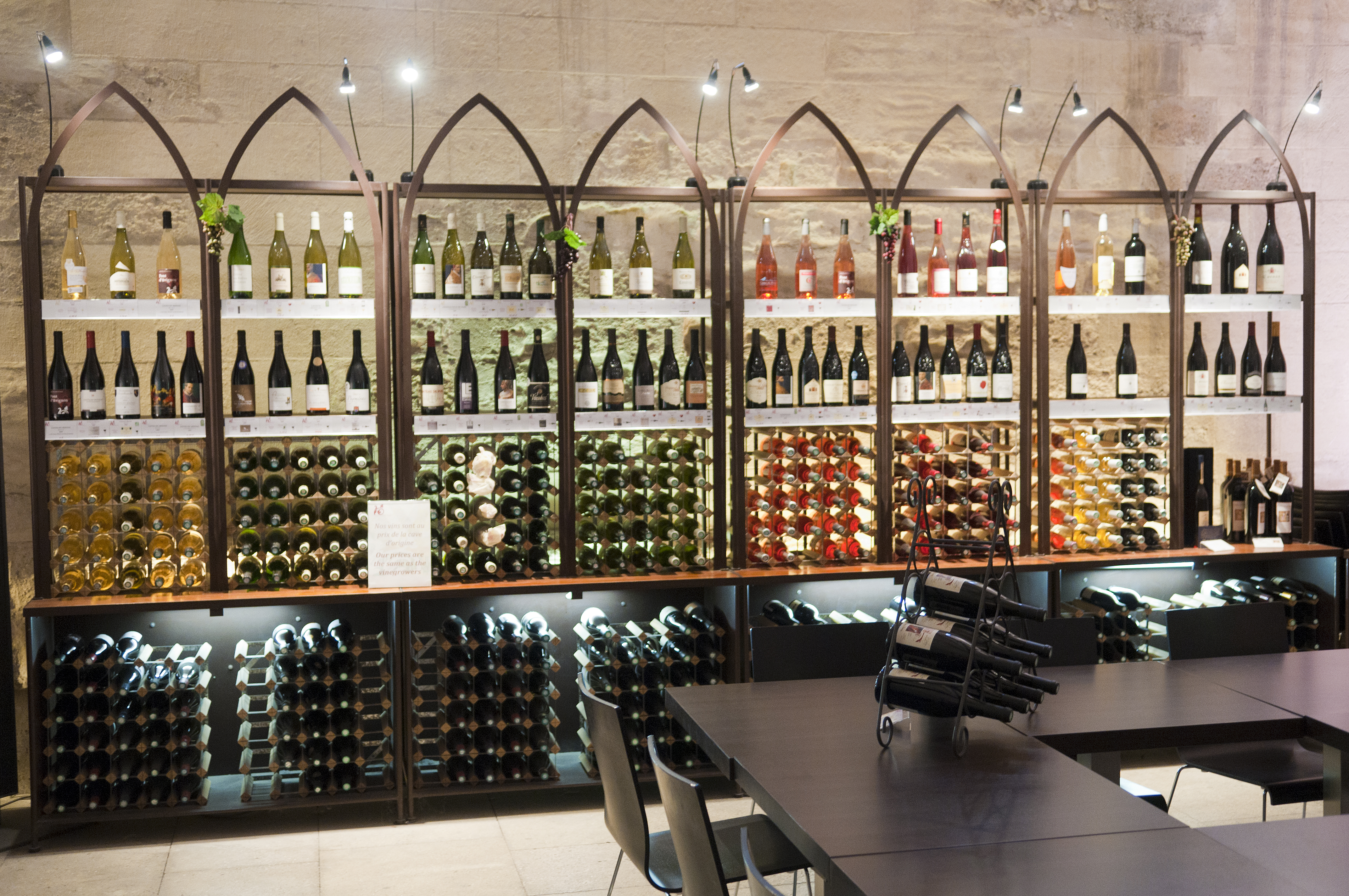
Caveau de la vinothèque des vins de la vallée du Rhône, Palais des Papes
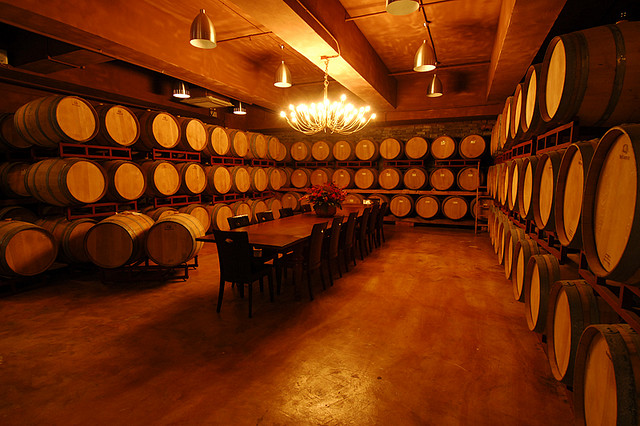
Caveau de dégustation d'un domaine, Hong Kong
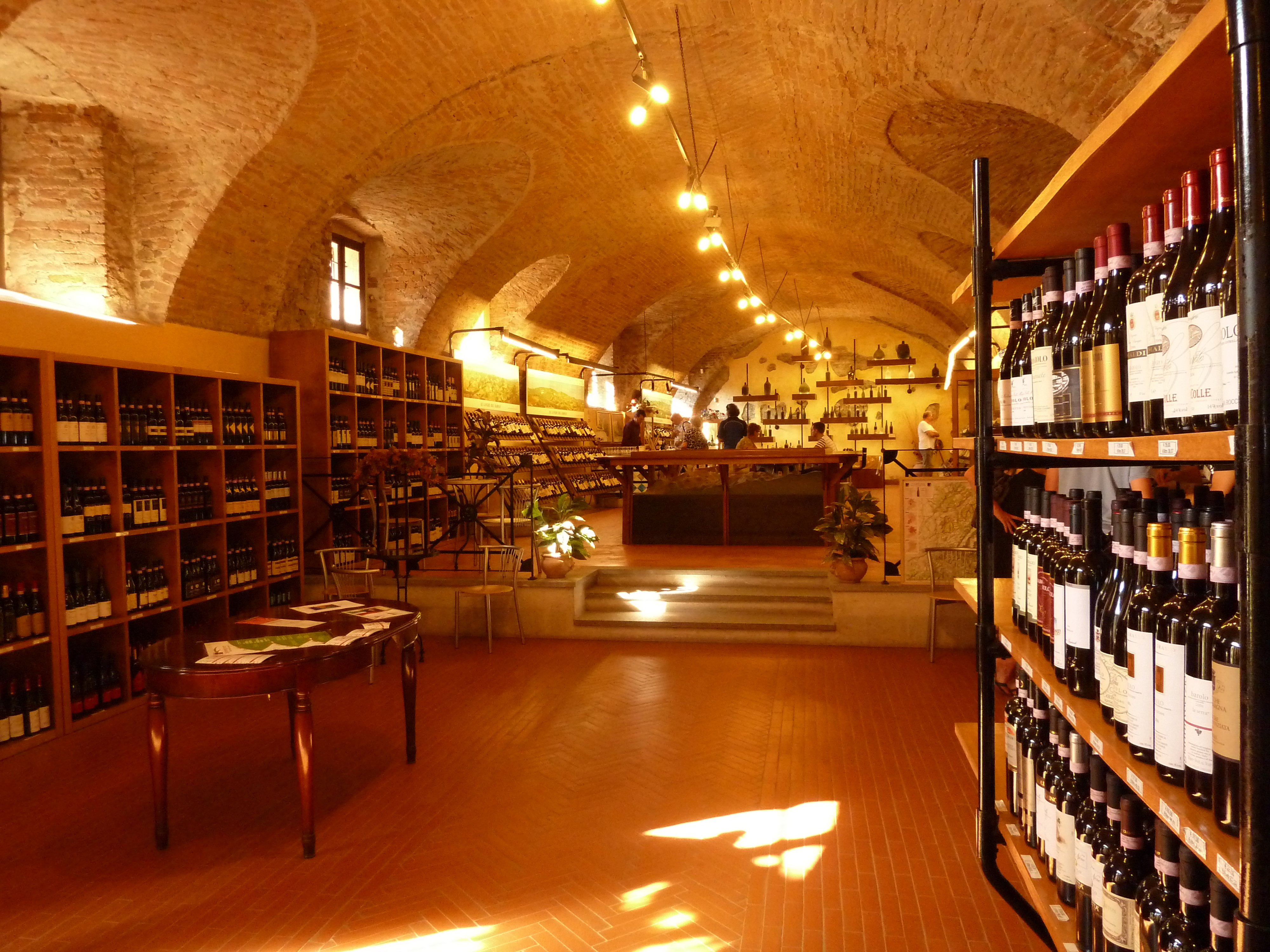
Caveau de dégustation de l’appellation Barolo
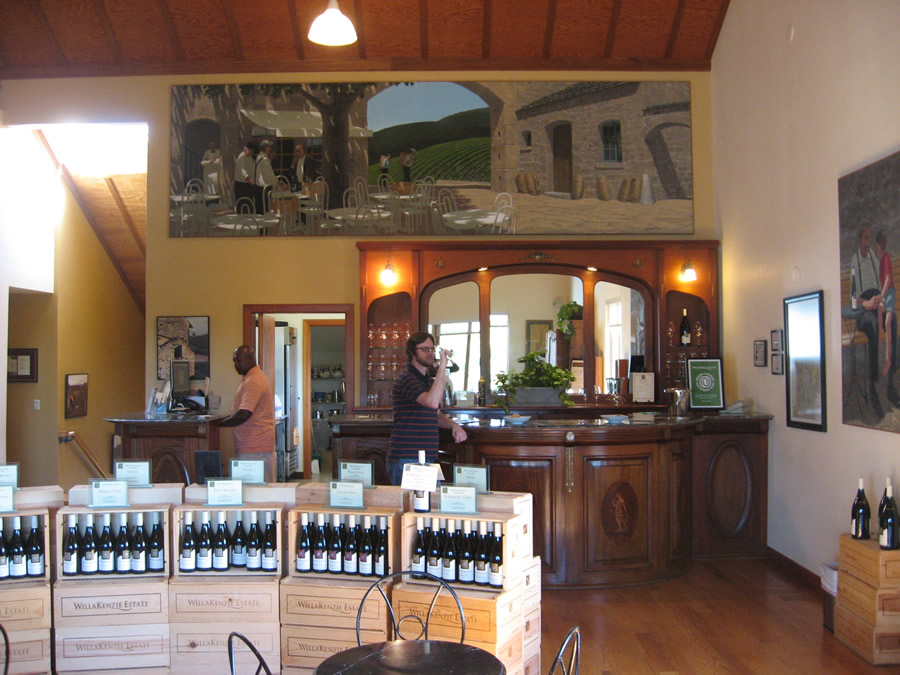
Caveau d'un domaine, Oregon
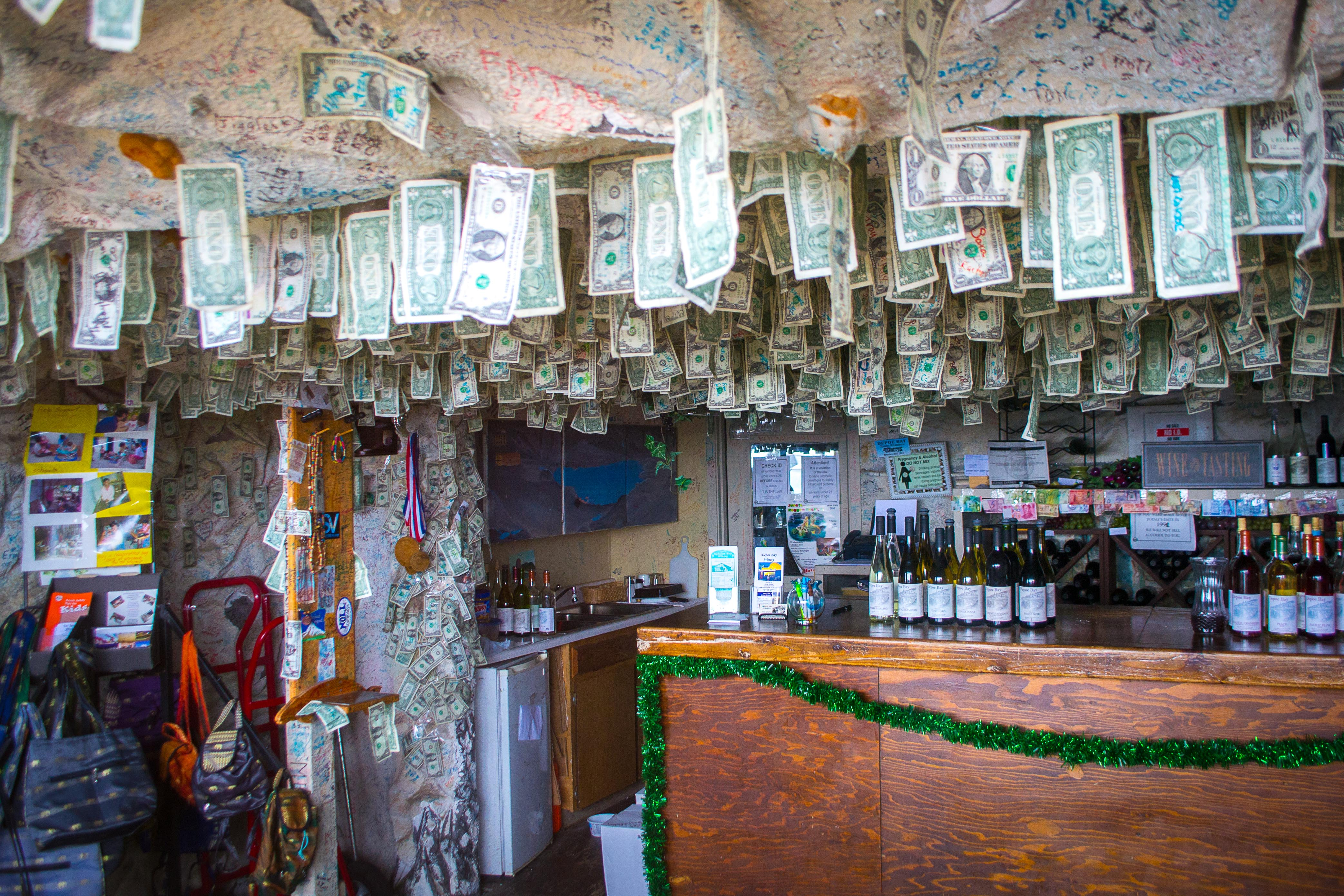
Caveau de dégustation, Oregon
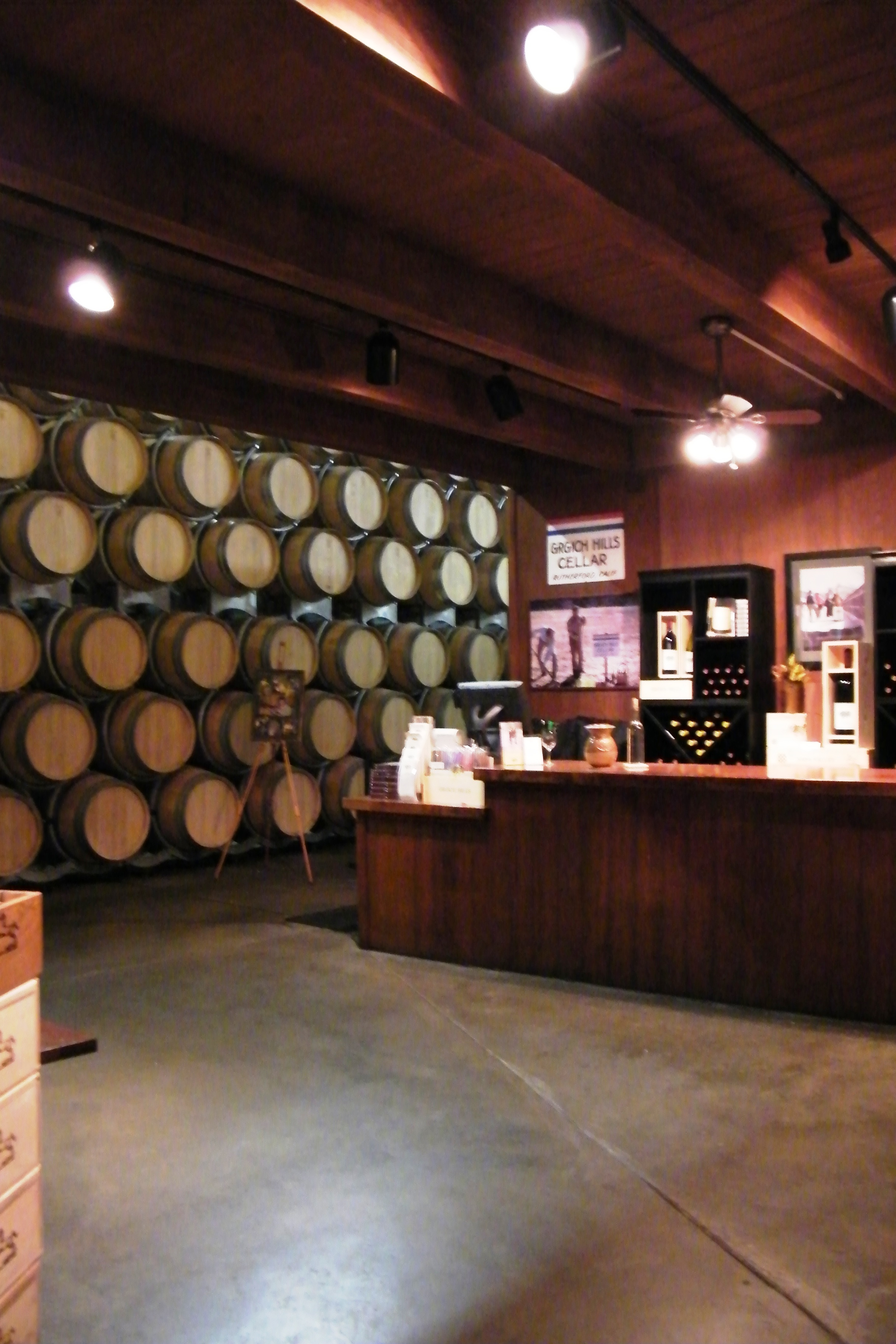
Caveau de dégustation, Napa Valley, Californie
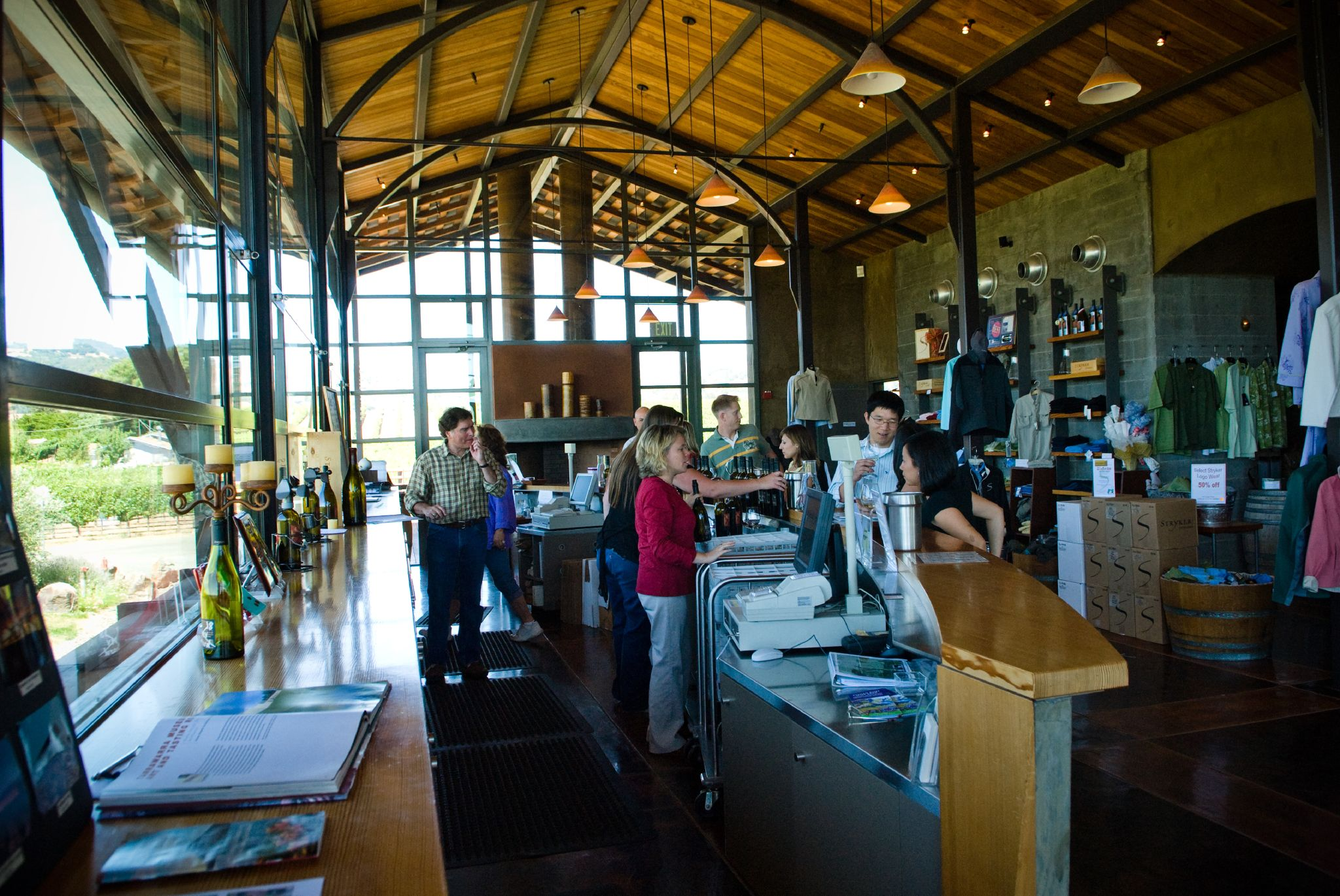
Caveau de dégustation, Alexander Valley, Californie
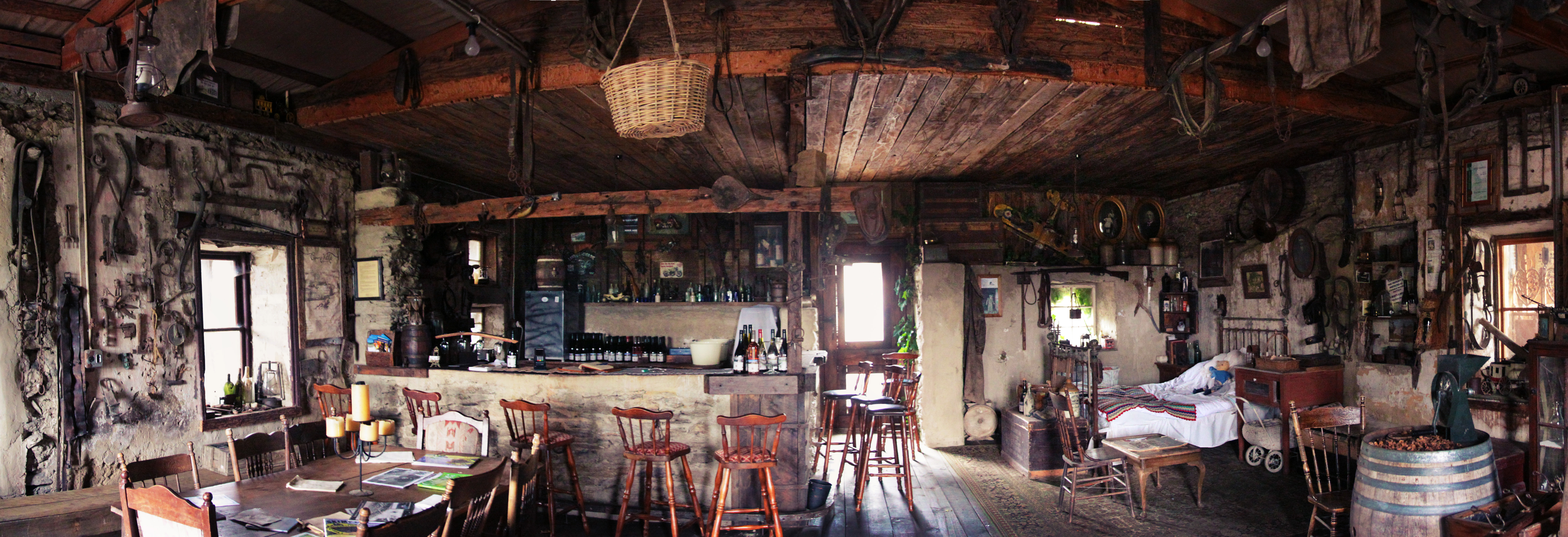
Caveau de dégustation, Central Otago, Nouvelle-Zélande
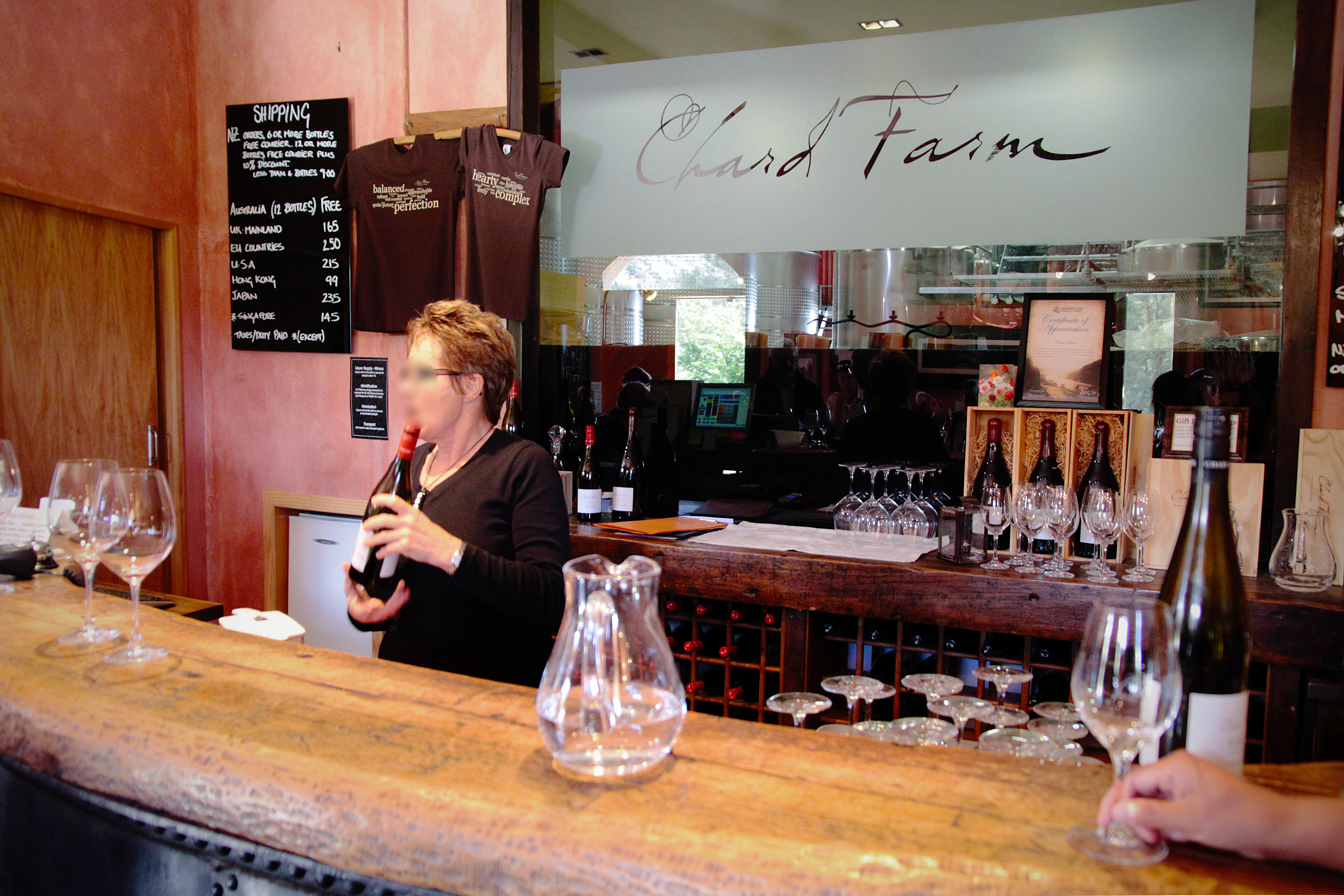
Caveau de dégustation, Central Otago, Nouvelle-Zélande
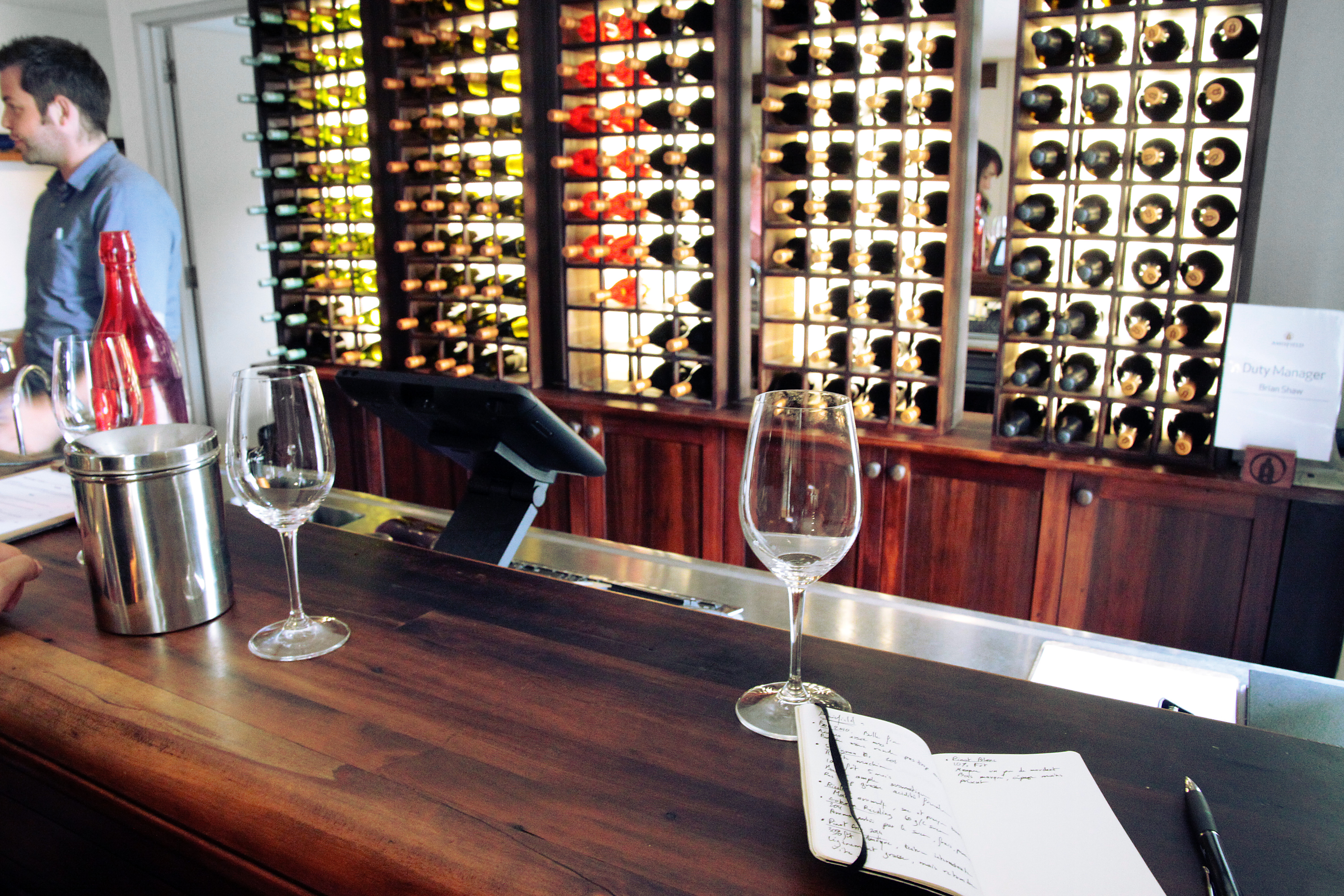
Caveau de dégustation, Amisfield, Central Otago, Nouvelle-Zélande